# جون جيمس ألين
جون جيمس ألين (بالإنجليزية: John J. Allen (judge)) (و. 1797 – 1871 م) هو سياسي، وقاض، ومحام من الولايات المتحدة الأمريكية .